# 唐纳德·卡根
唐纳德·卡根（英語：Donald Kagan, /ˈkeɪɡən/, 1932年5月1日—2021年8月6日）是一位美国历史学家，专攻古希腊史，尤其是伯罗奔尼撒战争史。

## 生平
1932年出生于立陶宛库尔舍奈，1934年随父母移民到美国，在纽约布鲁克林长大，1954年毕业于布鲁克林学院，1955年毕业于布朗大学，1958年毕业于俄亥俄州立大学。后进入康奈尔大学和耶鲁大学任教。

## 家庭和个人生活
唐纳德·卡根居住在康乃狄克州纽黑文，其妻子默娜·卡根（Myrna Kagan，1932-2017）是一个历史教师，长子为作家罗伯特·卡根，长媳是外交官盧嵐（舍温·B·努兰之女），次子弗雷德里克·卡根，次媳金伯莉·卡根。
2021年8月6日，卡根於華盛頓哥倫比亞特區一間老人院逝世，終年89歲。

## 著作
- 《伯罗奔尼撒战争的爆发》（The Outbreak of The Peloponnesian War，1969年，ISBN 0-8014-0501-7），中译版华东师范大学出版社，曾德华译，2014年6月，ISBN 9787561796672
- 《论战争之源起与和平之存续》（On the origins of war and the preservation of peace，Doubleday，1995年，ISBN 0385423748）
- 《西方的遗产》（The Western Heritage，与史蒂文·奥兹门特（英语：Steven Ozment）、弗兰克·M·特纳合著，New York: Prentice Hall，2003年，ISBN 0-13-182839-8），中译版上海人民出版社，袁永明 等译，2009年6月，ISBN 9787208078925
- 《伯罗奔尼撒战争》（The Peloponnesian War，2003年，ISBN 0-670-03211-5），中译版社会科学文献出版社，陆大鹏译，2016年4月，ISBN 9787509777541